# Siege Perilous
Siége Perilous är det amerikanska power metal-bandet Kamelots tredje studioalbum, utgivet 1998 av skivbolaget Noise Records.

## Låtlista
1. "Providence" – 5:35
2. "Millennium" – 5:15
3. "King's Eyes" – 6:14
4. "Expedition" – 5:41
5. "Where I Reign" – 5:58
6. "Rhydin"–- 5:03
7. "Parting Visions" – 3:34
8. "Once a Dream" – 4:24
9. "Irea" – 4:32
10. "Siege" (instrumental) – 4:19

Musik: Kamelot
Text: David Pavlicko (spår 1, 5), Roy Khan (spår 2, 7, 9), Glenn Barry (spår 3, 4), Thomas Youngblood (spår 3, 4, 6–8), David Pavlicko (spår 5)

## Medverkande
Musiker (Kamelot-medlemmar)
- Roy Khan (Roy Sætre Khantatat) – sång
- Thomas Youngblood – gitarr
- Glenn Barry – basgitarr
- David Pavlicko – keyboard
- Casey Grillo – trummor

Bidragande musiker
- Tore Østby – akustisk gitarr (spår 10)

Produktion
- Thomas Youngblood – producent
- Mark Prator, Jim Morris, Tom Morris – ljudtekniker
- Tommy Newton – ljudmix
- Rachel Youngblood – omslagsdesign, grafik
- Derek Gores – omslagskonst
- Kim Grillo – foto